# Nansum
Nansum is een gehucht in de gemeente  Eemsdelta in de provincie Groningen. Het ligt direct ten oosten van Holwierde achter de dijk langs de Eems op een wierde van 2,83 meter boven NAP.
De wierde dateert van rond het begin van de jaartelling, ligt op een kwelderrug en meet maximaal 235 bij 283 meter. Bij het gehucht heeft ooit een borg gestaan die reeds genoemd werd in de 13e eeuw en werd bewoond door het geslacht Tho Nansum, waar waarschijnlijk ook de naam van het gehucht vanaf stamt. De borg was omgracht en is rond 1650 gesloopt. Het deel van de wierde waar de borg lag is lager dan de rest van de wierde, hetgeen mogelijk veroorzaakt is door het uitgraven van de fundamenten. De oorspronkelijke rondweg om de wierde is aan noord- en zuidzijde verhard (Dijkweg in het noorden en ventweg naast Hogelandsterweg in het zuiden) en bestaat in het westen en oosten uit een onverharde grassingel.
Direct achter de zeedijk staan nog de restanten van een aantal bunkers  van de Batterie Nansum die hier door de Duitsers werden gebouwd tijdens de Tweede Wereldoorlog. De bunkers maakten deel uit van de luchtverdediging voor Emden. In de streek is tijdens de Bevrijding van Delfzijl aan het eind van de oorlog nog zwaar gevochten.
Vanuit het dorp loopt een oprit naar de wierde en boerderij Oldenbosch.

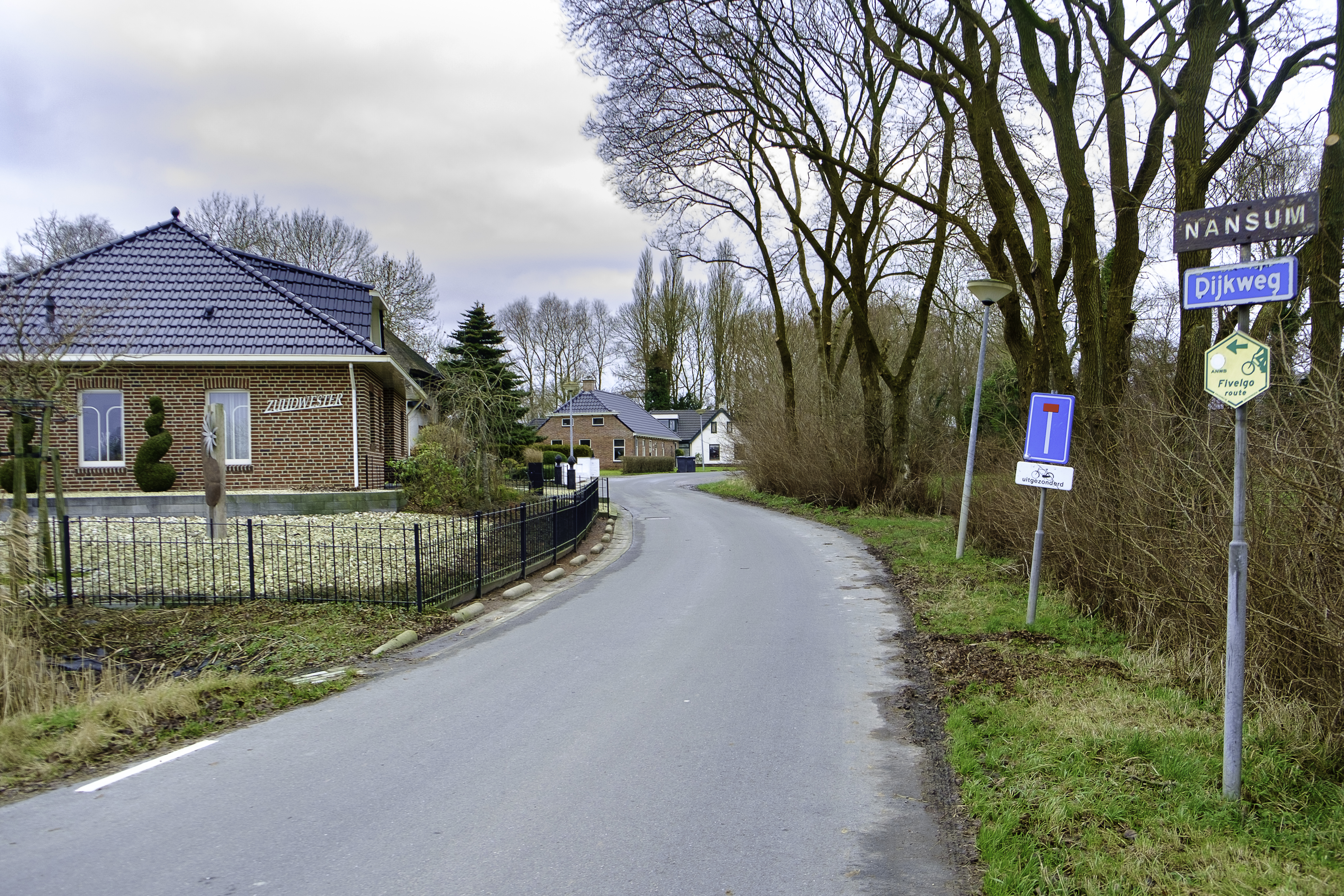
Ingang naar het dorp
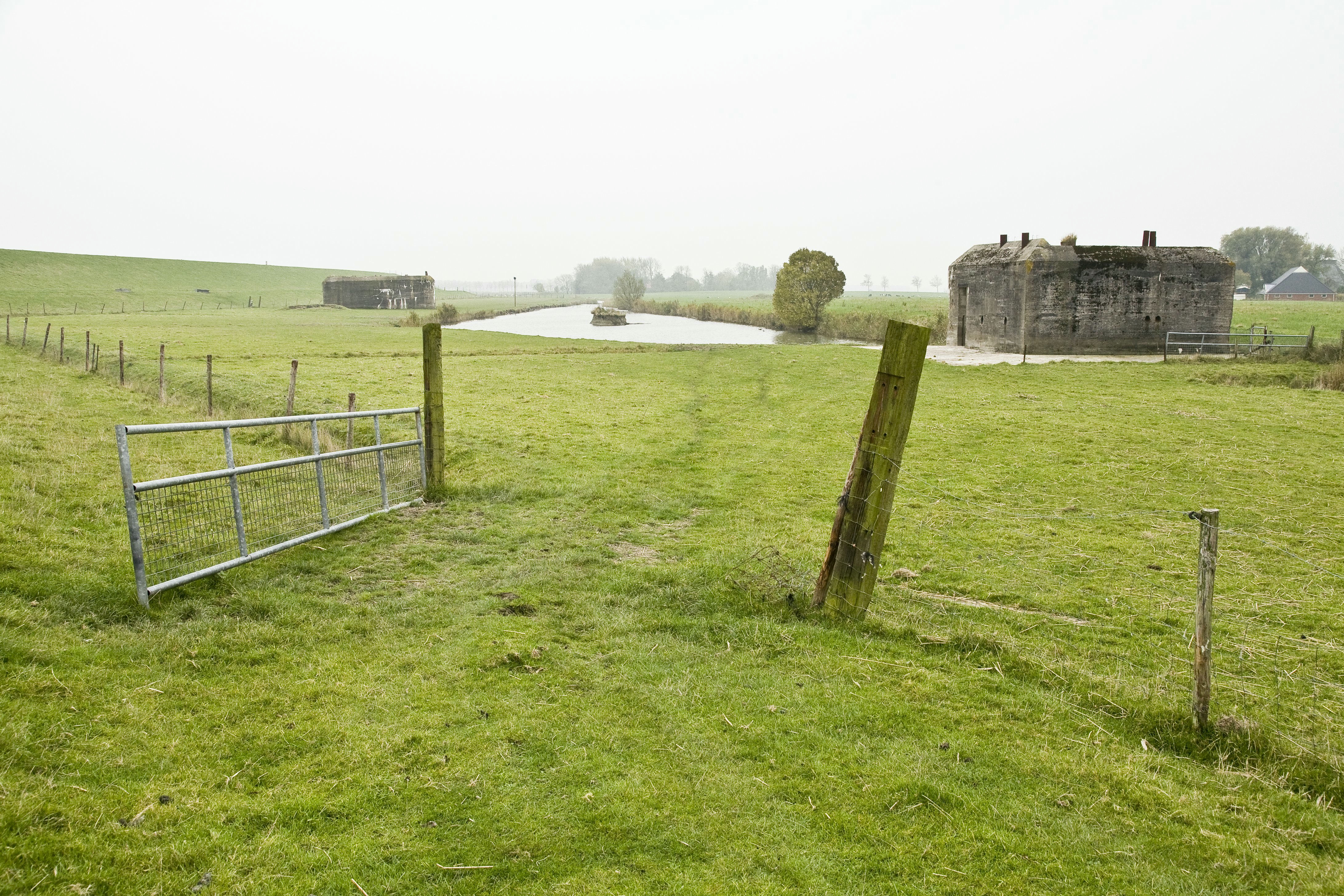
2 bunkers van de Batterie Nansum
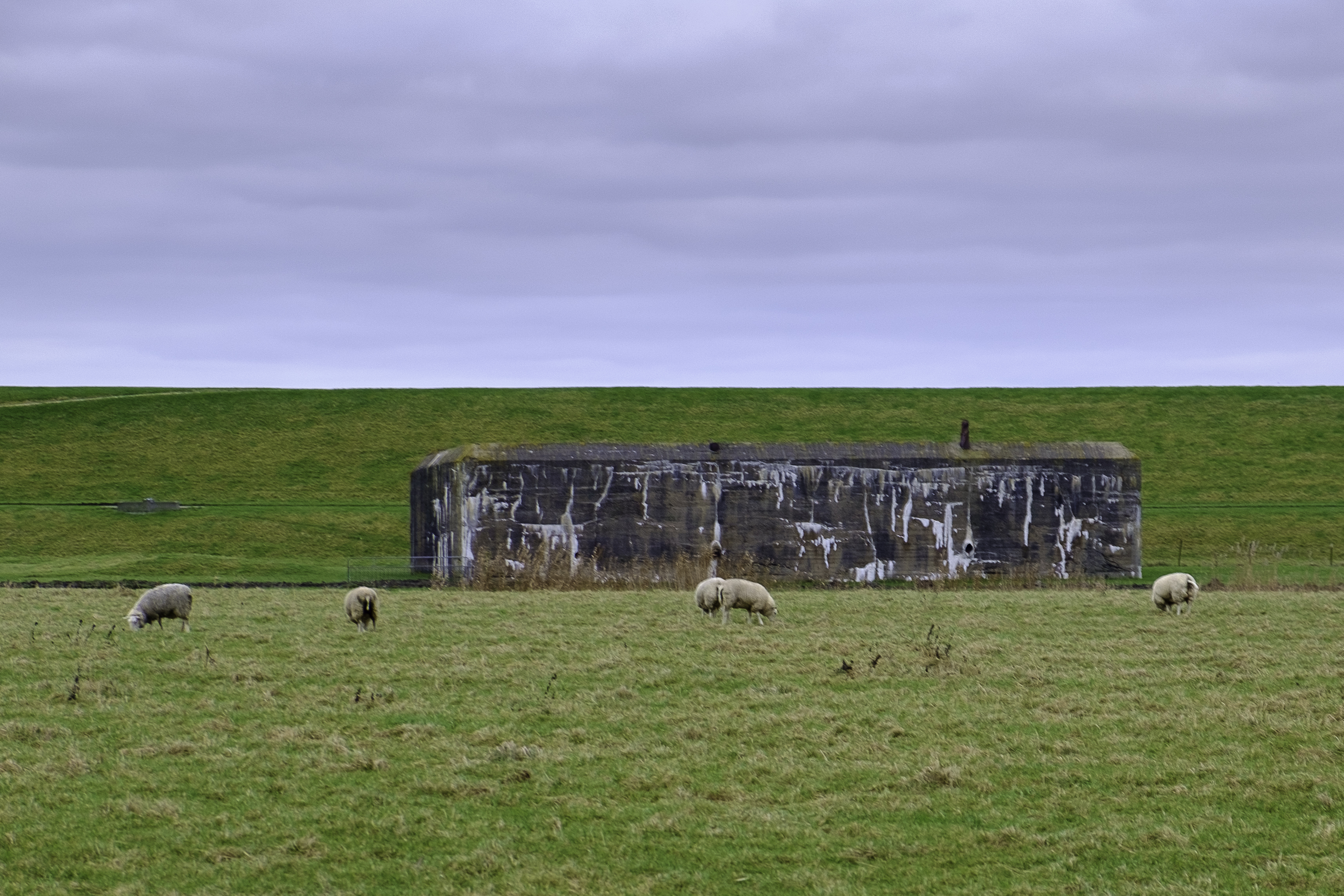
Vooraanzicht van een van de bunkers
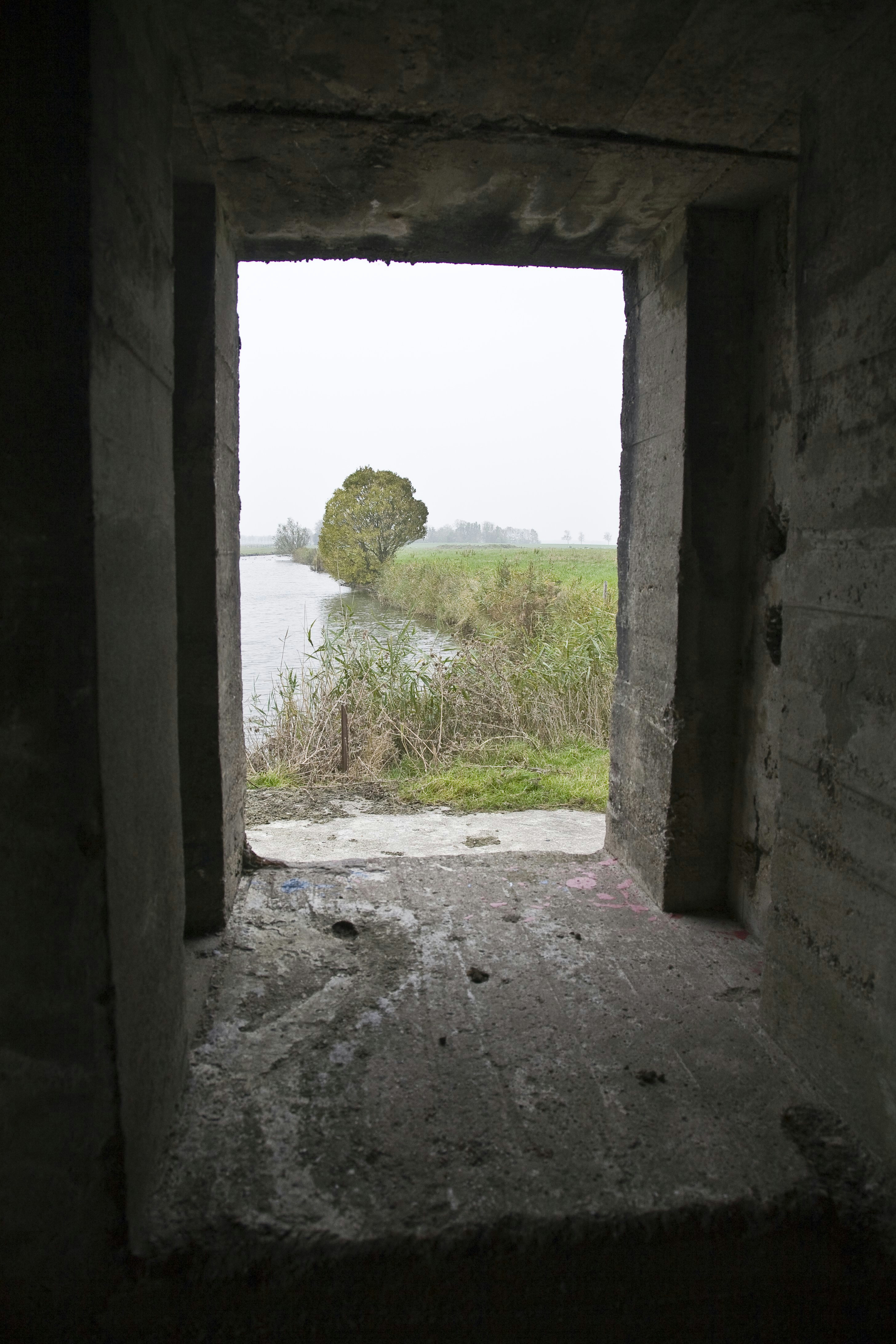
Binnenzijde van een van de bunkers